# The Best Offer
Pour plus de détails, voir Fiche technique et Distribution.
The Best Offer (La migliore offerta) est un film italien écrit et réalisé par Giuseppe Tornatore, sorti en 2013.
Le film suit Virgil Oldman, marchand d'art et commissaire-priseur vieillissant, qui se retrouve empêtré dans une histoire d'amour avec l'une de ses clientes, qui se révèle être agoraphobe.

## Synopsis
Virgil Oldman est un commissaire priseur réputé. Il profite de sa situation pour acheter des œuvres d'art qu'il a expertisées en sous-estimant leur véritable valeur par l'intermédiaire de son ami Billy Whistler, artiste peintre sans succès. Ces œuvres sont toutes des portraits de femmes qu'il conserve dans une pièce secrète et sécurisée de son appartement.
Une femme, Claire Ibbetson, le contacte, en croyant avoir affaire avec un employé de son cabinet, pour lui demander de procéder à l'expertise du mobilier et des œuvres d'un hôtel particulier dont elle vient d'hériter. Il accepte, avec réticence, de la rencontrer sans dévoiler sa véritable identité.
Il arrive sur le lieu du rendez-vous, mais Claire ne se présente pas. Elle le recontacte, lui explique qu'un imprévu l'a empêchée de venir et finit par le convaincre de lui accorder un nouveau rendez-vous. Au moment convenu son interlocutrice ne se présente toujours pas mais un vieux gardien le fait entrer et lui fait visiter les lieux. En examinant le mobilier, il trouve au sol quelques roues dentées qu'il récupère.
Après d'autres échanges téléphoniques, Virgil découvre que Claire est cachée dans une pièce de la bâtisse qu'elle ne quitte jamais et ne se montre à personne car elle est agoraphobe. Quand il vient pour préparer l'expertise, elle lui parle à travers une porte et le regarde par un judas dissimulé dans le décor.
Virgil rencontre un jeune ami, Robert, restaurateur d'objets mécaniques anciens pour qu'il examine les roues dentées. Après examen, Robert lui confie qu'elle proviennent d'un automate ancien de Jacques Vaucanson.
Ne résistant plus à la tentation de voir Claire, encouragé en cela par Robert à qui il a décrit la situation, Virgil se cache, après une visite, dans la pièce principale et attend qu'elle sorte. Lorsqu'il tente, à une autre occasion, de revoir Claire, cette dernière remarque une présence près d'elle. Elle prend peur et, pour la calmer, Virgil avoue que c'était lui qui était caché.
C'est ainsi qu'une relation intime débute entre Virgil et Claire. Celle-ci finit par sortir puis va vivre chez son nouvel ami qui lui fait admirer sa collection secrète de portraits.
À Londres, à l'occasion du départ à la retraite du commissaire-priseur, Billy lui offre un tableau qu'il a lui-même peint. De retour chez lui, Virgil n'y trouve pas Claire, et quand il se rend dans sa pièce secrète, il constate que tous les tableaux ont disparu. Il s'aperçoit que le portrait réalisé par Billy est celui que Claire lui avait présenté comme étant celui de sa mère.
Se rendant à la villa de Claire, il trouve la porte fermée et dans le bar qui fait face à l'entrée, il fait connaissance d'une naine autiste qui passe tout son temps, derrière la fenêtre, à surveiller les déplacements extérieurs. Il apprend qu'elle s'appelle Claire et est propriétaire de cette maison qu'elle loue parfois pour des tournages de film. Elle lui apprend que des meubles ont été apportés puis récemment retirés.
Comprenant qu'il est victime d'une escroquerie montée par ceux qu'il croyait être ses amis, le choc psychologique est tel que Virgil doit être placé dans un établissement psychiatrique.

## Fiche technique
- Titre original : La migliore offerta
- Titre français : The Best Offer
- Réalisation : Giuseppe Tornatore
- Scénario : Giuseppe Tornatore
- Direction artistique : Maurizio Sabatini
- Décors : Raffaella Giovannetti
- Costumes : Maurizio Millenotti
- Photographie : Fabio Zamarion
- Montage : Massimo Quaglia
- Musique : Ennio Morricone
- Production : Isabella Cocuzza et Arturo Paglia
- Sociétés de production : Paco Cinematografica ; Warner Bros. (coproduction)
- Sociétés de distribution :  Warner Bros.
- Pays d'origine :  Italie
- Langue originale : anglais
- Format : couleur - 2.35 : 1 - Dolby numérique - 35 mm
- Genre : drame
- Durée : 131 minutes
- Dates de sortie : 
  -  Italie : 1er janvier 2013
  -  Belgique : 25 décembre 2013
  -  France : 16 avril 2014

## Distribution
- Geoffrey Rush (V. F. : Patrick Floersheim) : Virgil Oldman
- Jim Sturgess (V. F. : Donald Reignoux) : Robert
- Sylvia Hoeks (V. F. : Élisabeth Ventura) : Claire Ibbetson
- Donald Sutherland (V. F. : Bernard Tiphaine) : Billy Whistler
- Philip Jackson (V. F. : Richard Leblond) : Fred
- Dermot Crowley (V. F. : Jean-Pierre Gernez) : Lambert
- Liya Kebede (V. F. : Karl-Line Heller) : Sarah
- Hannah Britland : Terri

Source : Version française (V. F.) sur RS Doublage et AlloDoublage

## Distinction et nominations

### Récompense
- Prix du cinéma européen 2013 : meilleur compositeur pour Ennio Morricone

### Nominations
- Prix du cinéma européen 2013 :
  - Meilleur film européen
  - People's Choice Award
  - Meilleur réalisateur pour Giuseppe Tornatore
  - Meilleur scénariste pour Giuseppe Tornatore
  - Meilleur compositeur pour Ennio Morricone